# آغا حشر كشميري

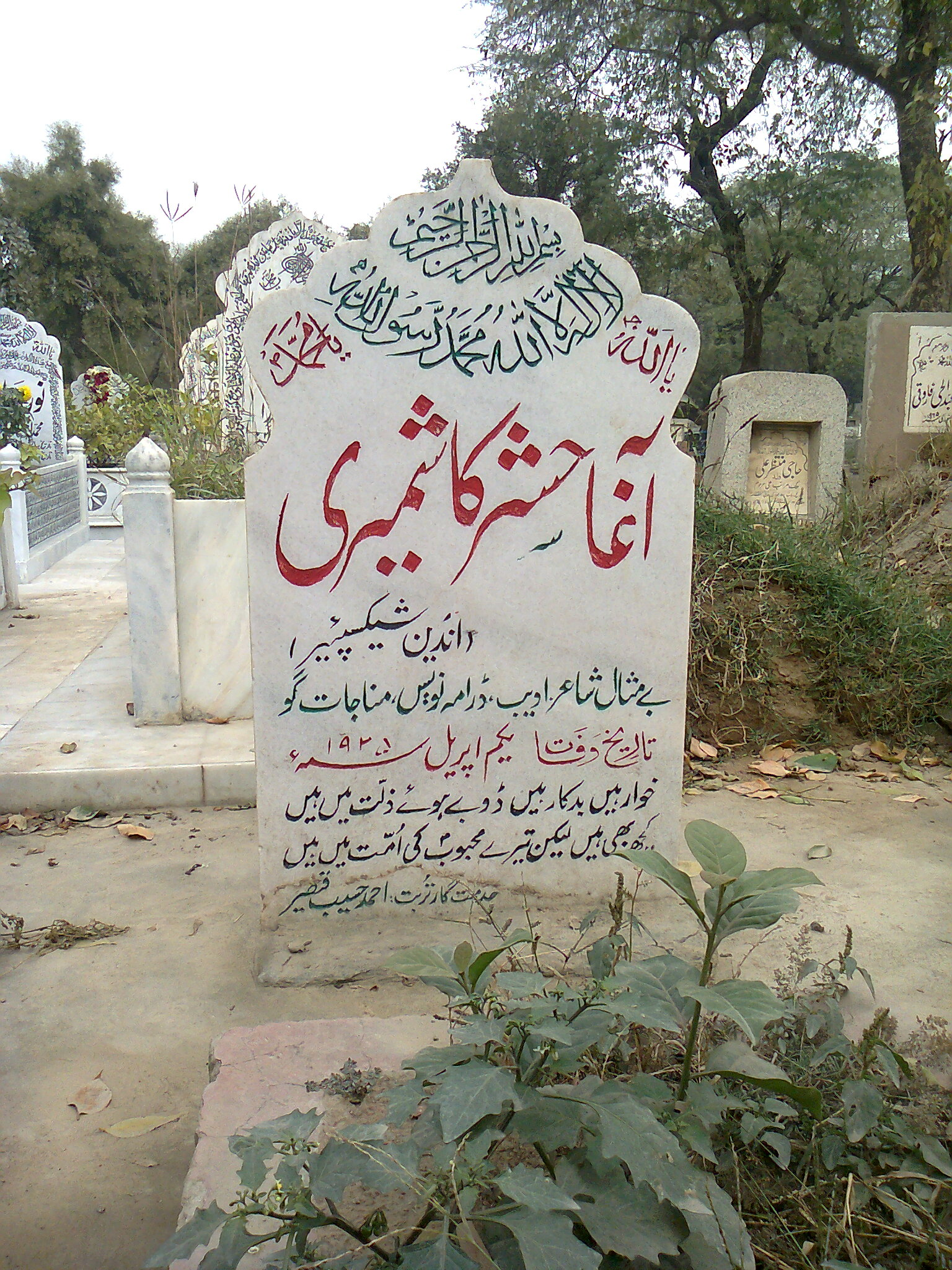
قبر آغا حشر کشمیري في لاهور

آغا حشر كشميري (1879 - 1935 م) هو كاتب مسرحي وشاعر، نسبته إلى كشمير.
هو آغا محمد شاه وشهرته آغا حشر كشميري. كتب الكثير من المسرحيات باللغة الأردية، منها: «سفيد خون» المبنية على مسرحية الملك لير لشكسبير و«شروان قمار».

## روابط خارجية
- آغا حشر كشميري على موقع IMDb (الإنجليزية)